# The Chronic
The Chronic – pierwszy solowy album amerykańskiego rapera i producenta o pseudonimie Dr. Dre. Ukazał się 15 grudnia 1992 nakładem wytwórni Death Row Records. Zawiera 16 utworów i reprezentuje jeden z rodzajów rapu, zwany g-funk, charakteryzujący się wolnymi beatami z dużą liczbą syntezatorów i mocną linią basów.
Słowo "chronic" oznacza w slangu marihuanę.
Płyta zgromadziła wielu wykonawców m.in.: Snoop Dogga jeszcze wtedy pod pseudonimem Snoop Doggy Dogg, który dzięki tej płycie rozwinął się i wydał Doggystyle. Na albumie można usłyszeć także takich wykonawców, jak Nate Dogg, RBX, The D.O.C. czy Daz Dillinger.
W 2020 album został sklasyfikowany na 37. miejscu listy 500 albumów wszech czasów magazynu Rolling Stone a utwór „Nuthin’ but a „G” Thang” na 29. miejscu listy 500 utworów wszech czasów.
W 2023 roku ukazała się reedycja albumu.

## Lista utworów
Wszystkie utwory wyprodukował Dr. Dre.
| Nr  | Tytuł utworu                                                                | Tekst                                                 | Długość |
| --- | --------------------------------------------------------------------------- | ----------------------------------------------------- | ------- |
| 1.  | „The Chronic - Intro”                                                       | Andre Young · Calvin Broadus · Colin Wolfe            | 1:57    |
| 2.  | „Fuck wit Dre Day (and Everybody’s Celebratin’)” (gość. Snoop Dogg)         | Broadus                                               | 4:52    |
| 3.  | „Let Me Ride”                                                               | Broadus · Eric Collins                                | 4:21    |
| 4.  | „The Day the Niggaz Took Over” (gość. Snoop Dogg, RBX i Daz Dillinger)      | Young · Broadus · Collins · Delmar Arnaud             | 4:33    |
| 5.  | „Nuthin’ but a „G” Thang” (gość. Snoop Dogg)                                | Broadus · Tracy Curry                                 | 3:58    |
| 6.  | „Deeez Nuuuts” (gość. Snoop Dogg, Daz Dillinger, Nate Dogg i Warren G)      | Young · Broadus · Arnaud · Wolfe · Nathaniel Hale     | 5:06    |
| 7.  | „Lil' Ghetto Boy” (gość. Snoop Dogg i Daz Dillinger)                        | Young · Broadus · Curry                               | 5:27    |
| 8.  | „A Nigga Witta Gun”                                                         | Young · Broadus · Curry                               | 3:52    |
| 9.  | „Rat-Tat-Tat-Tat”                                                           | Young · Broadus                                       | 3:48    |
| 10. | „The $20 Sack Pyramid (Skit)”                                               | Young · Broadus · Curry                               | 2:53    |
| 11. | „Lyrical Gangbang” (gość. RBX, Kurupt i The Lady of Rage)                   | Young · Broadus · Curry · Robin Allen · Ricardo Brown | 4:04    |
| 12. | „High Powered”                                                              | Young · Collins · Wolfe                               | 2:44    |
| 13. | „The Doctor's Office (Skit)” (gość. The Lady of Rage, Jewell i Kevin Lewis) | Young · Allen · Kevin Lewis · Jewell Caples           | 1:04    |
| 14. | „Stranded on Death Row” (gość. Bushwick Bill)                               | Broadus · Collins · Allen · Brown                     | 4:47    |
| 15. | „The Roach - The Chronic Outro”                                             | Broadus · Collins · Allen · Arnaud                    | 4:36    |
| 16. | „Bitches Ain't Shit”                                                        | Young · Broadus · Wolfe · Curry · Brown · Arnaud      | 4:48    |
|     |                                                                             |                                                       | 1:02:50 |

## Twórcy
Opracowano na podstawie materiału źródłowego.
- Dr. Dre - rap, produkcja, instrumenty klawiszowe, automat perkusyjny, miks
- Cheron Moore - perkusja w utworze "Roach (The Chronic Outro)"
- Katisse Buckingham - flet, saksofon
- Colin Wolfe - gitara basowa, instrumenty klawiszowe
- Chris Clairmont, Eric (The Drunk) Borders - gitara
- Justin Reinhardt - instrumenty klawiszowe
- Dat Nigga Daz - automat perkusyjny w utworze "Rat-Tat-Tat-Tat", gościnny występ w sześciu utworach
- Suge Knight - producent wykonawczy
- Snoop Doggy Dogg - gościnny występ w dziewięciu utworach
- Kurupt - gościnny występ w utworach "Lyrical Gangbang", "Stranded on Death Row" i "Bitches Ain't Shit"
- The Lady of Rage - gościnny występ w sześciu utworach
- Jewell - gościnny występ w pięciu utworach
- RBX - gościnny występ w sześciu utworach
- Ruben - gościnny występ w utworze "Let Me Ride"
- Nate Dogg - gościnny występ w utworze "Deeez Nuuuts"
- Warren G - gościnny występ w utworze "Deeez Nuuuts"
- Bushwick Bill - gościnny występ w utworze "Stranded on Death Row"
- Emmage - gościnny występ w utworze "Roach (The Chronic Outro)"